# Stelis coarctatus
Stelis coarctatus är en biart som beskrevs av Crawford 1916. Stelis coarctatus ingår i släktet pansarbin, och familjen buksamlarbin. Inga underarter finns listade i Catalogue of Life.